# アルフレッド・リオクリュー
アルフレッド・リオクリュー（Alfred Riocreux、1820年 - 1912年)は、フランスの博物画家である。植物画の分野で評価が高い。

## 略歴
セーヴルで生まれた。父親はセーヴル焼の王立窯の絵付師で、有名な画家、ピエール＝ジョゼフ・ルドゥーテの最後の弟子の一人で、目を悪くした後の1815年からは、絵付師をやめ、セーヴルの陶器博物館の学芸員（キーパー）を務めた人物である。父親から教えを受け、絵画の才能を発揮し、セーヴル焼の工房で働き、リオクリューの描く植物画は、芸術アカデミーの公式展覧会、サロン・ド・パリに1837年、1838年、1855年に出展された。1870年にレジオンドヌール勲章（シュヴァリエ）を受勲し、園芸協会（Société Impériale et Centrale d’Horticulture）の会員になった。
多くの植物学者と知り合うことで、植物画への興味を持ち、多くの植物学者の著作の図版を描いた。親しくした植物学者には、アドルフ・ブロンニャールやジョセフ・ドケーヌがいて、ドケーヌは後にキョウチクトウ科の属名、Riocreuxiaにリオクリューの名前を命名した。リオクリューが図版を描いた著作には、ギュスターヴ・チュレ（Gustave Thuret）の "Le Jardin Fruitier du Museum" (1858-1875)、"Notes Algologiques" (1876-1880) 、"Etudes Phycologiques" (1878)や、ラウール（Étienne Fiacre Louis Raoul）の"Choix de Plants de la Nouvelle Zelande" (1846)、ヘムズリー（W.B. Hemsley）の"Handbook of Hardy Trees, Shrubs, and Herbaceous Plants" (1873)などがある。園芸雑誌、"La Revue Horticole and Annales des Sciences Naturelles"にも図版が使われた。
アメリカの植物学者、サージェント（Charles Sprague Sargent）の12巻の"Silva of North America"(1890-1899)の図版の監修も行い、ファクソン（Charles Edward Faxon）らが製作した600点の図を監修した。
"Choix de Plants de la Nouvelle Zelande"のリオクリューの30枚の原画はキューガーデンの標本館に残されている。86枚の原画はサージェントが園長を務めた、ハーバード大学のアーノルド樹木園に残されている。

## リオクリューの植物画
- Dianthus barbatus
- Crinum amabile
- Viola (Garden Varieties) of lutea and curtisii
- Clarkia rubicunda